# マメコガネ
マメコガネ（豆黄金、Popillia japonica）は、コウチュウ目（鞘翅目）・コガネムシ科に分類される甲虫の一種。植物食の小型のコガネムシである。日本在来種。移入した北アメリカでは "Japanese beetle" （ジャパニーズ・ビートル）と呼ばれている。農業上の重要害虫の1つ。

## 特徴

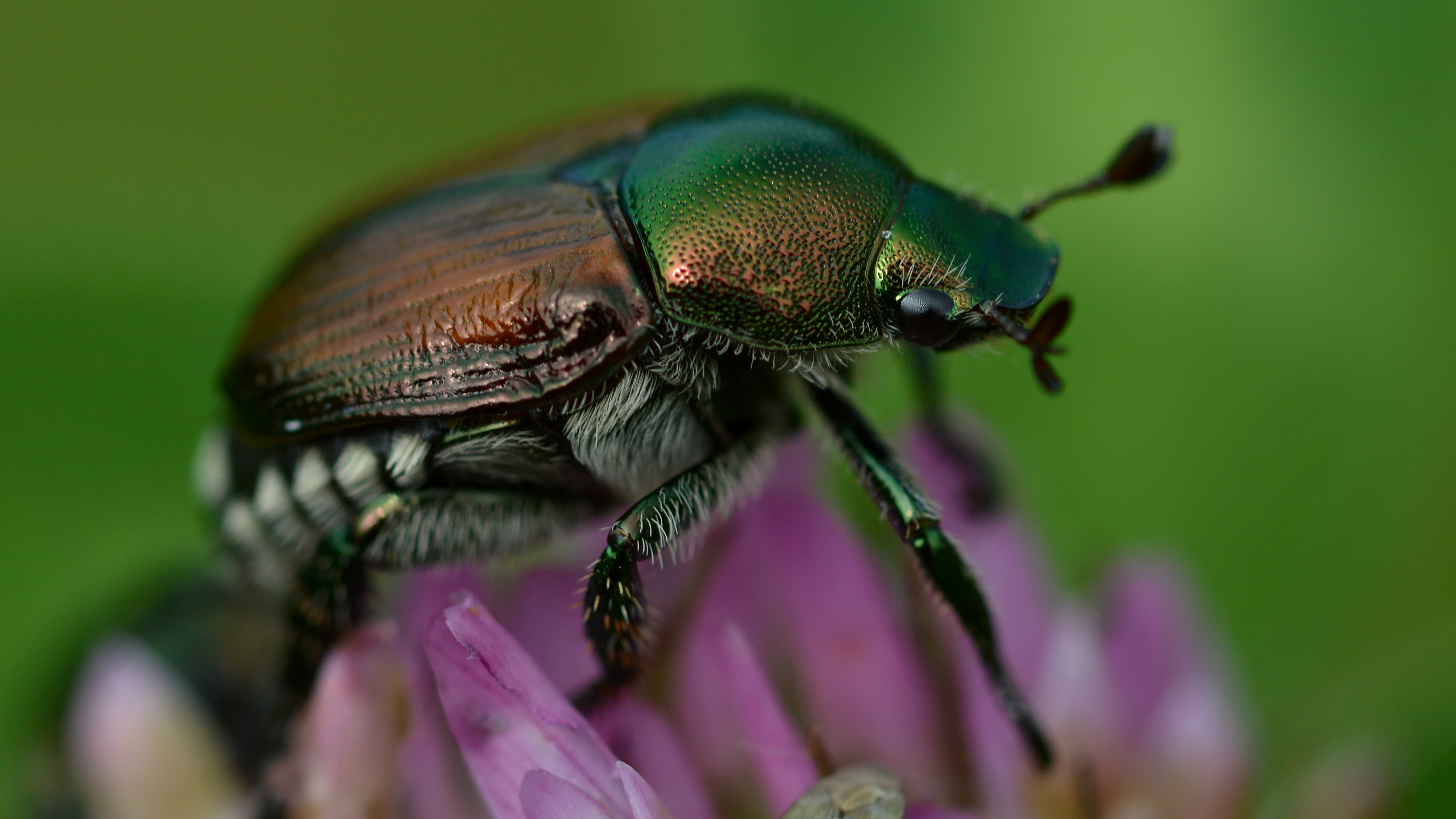

成虫は体長8-15ミリメートルほどで、小型のコガネムシである。上から見た体形は卵型で、やや左右に平たい。体表は強い金属光沢があり、頭・前胸・小楯板と前翅接合部が緑色、前翅が褐色、腹側が黒緑色をしている。腹節の縁には白い短毛が密生し、体のへりに白い横しま模様があるように見える。他には前胸・小楯板と翅の境界がV字型に切れこむこと、前翅には縦のすじがあること、尾部は前翅からはみ出ることなども特徴である。
日本の北海道から九州､対馬､屋久島などに分布。成虫は夏から秋にかけて発生し、マメ科植物、ブドウ類、ヤナギ類など、さまざまな植物の花や葉を食べる。ダイズやブドウといった農作物の葉も食い荒らすことから、害虫として対処される。
コガネムシには夜行性のものが多いが、マメコガネは昼間によく見られ、1枚の葉に複数の個体が固まって葉を食べていることが多い。人が近づいたり植物が揺れたりすると、後脚を斜めに挙げる動作をとる。動きは鈍く、わりと簡単に捕えることができるが、体がすべすべしていて指からすり抜けることもある。
幼虫は他のコガネムシ類同様に地中生活をし、植物の根を食べる。農作物や芝などの根を食べて枯らすこともあり、成虫同様に害虫として対処される。卵から成虫までの生活史は通常1年かかるが、寒冷地では2年かかることもある。

## "ジャパニーズ・ビートル"

### アメリカ合衆国
マメコガネは日本在来種だったが、1916年にアメリカ合衆国のニュージャージー州・リバートン (Riverton) で発見された。これらはアメリカで甲虫類の検疫が始まった1912年以前に、日本から輸出されたアヤメの球根に幼虫が紛れ込んで移入したものと考えられている。
天敵の少ない北アメリカで一気に分布を広げ、重大な農業害虫となったこの虫のアメリカにおける繁殖は、帰化動物の大発生の典型といえる。チャールズ・エルトンは著書『侵略の生態学』で、この虫の様子について記録をまとめている。それによると、その発見の年の分布域は4アールであったが、以降の6年間で8、18、123、263、691、1880（平方キロメートル）と広がり、1941年にはすでに5万平方キロメートルに達した。1919年には、たとえば桃が56本植えられている果樹園で、2時間に採集した量が945リットル、しかも翌日にはほとんど減っていないように見えるほどの個体数であったという。この頃にこの昆虫の餌となった植物は250種以上、そこに重要な農作物が1ダース以上含まれていた。その後、フェロモンによる誘引トラップや農薬のほか、生物農薬の導入などによる駆除が行われている。
なお、本種に次いで日本から侵入したコガネムシ類にセマダラコガネ (Anomala orientalis) とアカビロウドコガネ (Maladela castanea) があり、前者はオリエンタル・ビートル、後者はアジアティック・ガーデン・ビートルと呼ばれ、まとめて危険視されている。

### 欧州
欧州への移入は、1970年にポルトガル・アゾレス諸島での確認が初事例。2014年にはイタリア・ロンバルディア州で、2017年にはスイス・ティチーノ州で確認されている。2025年にはフランス東部のミュルーズとサンティポリットで初確認された。

## 天敵
幼虫の天敵はカラス、モグラ、ムカデ、アリ、ゴミムシ類など、成虫の天敵は鳥類やムシヒキアブなどである。
また、マメコガネの幼虫に捕食寄生する昆虫として、ツチバチ科のハルコツチバチ Tiphia vernalis Rohwer, 1924、マメコガネツチバチ T. popilliavora Rohwer, 1924、ヤドリバエ科のマメコガネヤドリバエ Istochaeta aldrichi (Mesnil, 1953) が知られている。 
人間には視認できない天敵もいる。乳化病菌 Bacillus popilliae（バチルス・ポピリエ）は土壌中に存在する細菌で、マメコガネなどコガネムシ類の幼虫に寄生し、数週間で殺してしまう。寄生された幼虫が白っぽくなることから、乳化病（）やミルク病などと呼ばれる。
他にも寄生性の線虫としてカンセンチュウ目の Steinernematidae 科と Heterorhabditidae 科が発見されており、これらはマメコガネを駆除するための生物農薬として北アメリカでも注目されている。

## 近縁種
マメコガネ属（Popillia 属）は、マメコガネ以外にも多くの種類がいる。日本の九州以北ではマメコガネ1種類しか分布しないが、南西諸島には3種類が知られる。
ツキガタマメコガネ P. insularis Lewis, 1895
マメコガネに似るが、前翅の褐色部分が狭い。奄美大島に分布する。
オキナワマメコガネ P. lewisi Arrow, 1913
体長9ミリメートルほどで、マメコガネより小型。沖縄本島に分布する。
タイワンルリマメコガネ P. cyanea Hope, 1831
体長12ミリメートルほどで、名前通り体色が濃い藍色である。沖縄本島から台湾、中国南部、東南アジア、インドまで広く分布する。